# 10 000 mètres masculin aux Jeux olympiques d'été de 2000
Navigation
Atlanta 1996 Athènes 2004
L'épreuve du 10 000 mètres masculin aux Jeux olympiques de 2000 s'est déroulée les 22 et 25 septembre 2000 au Stadium Australia de Sydney, en Australie.  Elle est remportée par l'Éthiopien Haile Gebreselassie.

## Résultats

### Finale
| Rang               | Athlète              | Pays        | Temps          | Note |
| ------------------ | -------------------- | ----------- | -------------- | ---- |
| Médaille d'or      | Haile Gebreselassie  | Éthiopie    | 27 min 18 s 20 | SB   |
| Médaille d'argent  | Paul Tergat          | Kenya       | 27 min 18 s 29 |      |
| Médaille de bronze | Assefa Mezgebu       | Éthiopie    | 27 min 19 s 75 | SB   |
| 4                  | Patrick Ivuti        | Kenya       | 27 min 20 s 44 |      |
| 5                  | John Korir           | Kenya       | 27 min 24 s 75 | PB   |
| 6                  | Said Berioui         | Maroc       | 27 min 37 s 83 | SB   |
| 7                  | Toshinari Takaoka    | Japon       | 27 min 40 s 44 | PB   |
| 8                  | Karl Keska           | Royaume-Uni | 27 min 44 s 09 | PB   |
| 9                  | Aloys Nizigama       | Burundi     | 27 min 44 s 56 | SB   |
| 10                 | Abdihakem Abdirahman | États-Unis  | 27 min 46 s 17 | PB   |
| 11                 | Girma Tolla          | Éthiopie    | 27 min 49 s 75 |      |
| 12                 | Meb Keflezighi       | États-Unis  | 27 min 53 s 63 | PB   |
| 13                 | David Galván         | Mexique     | 27 min 54 s 56 |      |
| 14                 | Jose Ramos           | Portugal    | 28 min 07 s 43 |      |
| 15                 | Katsuhiko Hanada     | Japon       | 28 min 08 s 11 |      |
| 16                 | Samir Moussaoui      | Algérie     | 28 min 17 s 25 |      |
| 17                 | Rachid Berradi       | Italie      | 28 min 45 s 96 |      |
| 18                 | José Ríos            | Espagne     | 28 min 50 s 31 |      |
| -                  | Enrique Molina       | Espagne     | DNF            |      |
| -                  | Mohammed Mourhit     | Belgique    | DNF            |      |

## Légende
Records et Performances
- AR : Record continental (area record)
- CR : Record des championnats (championship record)
- MR : Record du meeting (meet record)
- NR : Record national (national record)
- OR : Record olympique (olympic record)
- PR : Record paralympique (paralympic record)
- PB : Record personnel (personal best)
- SB : Meilleure performance personnelle de la saison (season's best)
- WL : Meilleure performance mondiale de l'année (world leader)
- WJR : Record du monde junior (world junior record)
- WR : Record du monde (world record)

Circonstances et Conditions
- DNF : N'a pas terminé (did not finish)
- DNS : N'a pas pris le départ (did not start)
- DQ : Disqualification (disqualification)
- NM : Aucun essai valable enregistré (No Mark)
- Q : Qualifié « directement » au prochain tour (ou à la prochaine compétition), lors d'une compétition majeure, grâce au classement ou à la réalisation des minima (automatic qualifier)
- q : Qualifié au prochain tour (ou à la prochaine compétition), lors d'une compétition majeure, grâce au repêchage ou à la réalisation de l'une des meilleures performances parmi celles des « non qualifiés directement » (grâce au meilleur temps ou à la meilleure distance par exemple) (secondary qualifier)